# Eamon Bulfin
Éamon Bulfin (Buenos Aires, Argentina, 22 de septiembre de 1892 - Birr, Irlanda, 24 de diciembre de 1968) fue un activista, diplomático y periodista irlandés-argentino, conocido por su participación en el Alzamiento de Pascua de 1916 y su labor diplomática en América del Sur a favor de la independencia de Irlanda. Fue uno de los primeros en izar la bandera de la República Irlandesa y desempeñó un papel clave como representante del movimiento republicano irlandés en Argentina. 

## Primeros años
Bulfin nació en Buenos Aires, Argentina, en 1892, hijo de William Bulfin, periodista y editor del periódico The Southern Cross, orientado a la comunidad irlandesa-argentina Enviado a Irlanda en su adolescencia, fue alumno de la escuela St Enda’s (Sgoil Éanna), fundada por Patrick Pearse, y más tarde estudió en el University College Dublin, donde se destacó como deportista en hurling

## Participación en el Alzamiento de Pascua
Miembro de los Voluntarios Irlandeses y del Hermandad Republicana Irlandesa, Bulfin desempeñó un rol activo en la organización del Alzamiento de Pascua de 1916. Durante la insurrección, bajo las órdenes de James Connolly, ascendió al techo del General Post Office (GPO) de Dublín y izó dos banderas, una tricolor irlandesa y otra verde con la inscripción Irish Republic. Tras la rendición de los insurgentes, fue arrestado por las fuerzas británicas y condenado a muerte por un tribunal militar. Sin embargo, gracias a su nacionalidad argentina y a la intervención diplomática, su pena fue conmutada por la deportación.

## Misión diplomática en Argentina
Bulfin fue expulsado a Buenos Aires en 1917. A su llegada, fue brevemente encarcelado por presunta evasión del servicio militar, y liberado en 1919. Ese mismo año, fue nombrado por Éamon de Valera como representante oficial de la República Irlandesa en Argentina, con funciones diplomáticas, comerciales y de propaganda. Desde esa posición, impulsó campañas de recaudación de fondos para el IRA, promovió el apoyo de la diáspora irlandesa y mantuvo vínculos con otras organizaciones republicanas irlandesas en América del Sur.
En 1920, mientras aún residía en Argentina, fue electo como presidente del consejo del condado de Offaly. Uno de sus primeros actos oficiales fue proponer el cambio de nombre del condado de King’s County a Offaly, recuperando la denominación tradicional irlandesa. En 1922 regresó definitivamente a Irlanda. Se estableció en Derrinlough, cerca de Birr, y participó en actividades políticas y comunitarias a nivel local. Murió en 1968.

## Legado
Éamon Bulfin es recordado por su contribución simbólica al izar la bandera de la República durante el Alzamiento de Pascua, así como por su trabajo como diplomático no oficial en Sudamérica. Su vida representa un rol clave de la diáspora irlandesa en el proceso de independencia nacional. 